# ناصر الكندري
ناصر الكندري، (25 مايو 1981 -) فنان ومذيع كويتي بدايته في عام 2004 كانت مسلسل دنيا القوي وفي 2011 أصبح مذيع لعده برامج تلفزيونيه كان مقدم لبرنامج بلا بلا الشبابي على قناة الساحل وأيضا انتقل إلى قناة أخرى وقدم العديد من البرامج، منها برنامج مسابقات للأطفال وبرنامج طبخ مع فنانيين بقناة مباشر الكويتية وأيضا برنامج الأخبار الفنية، ولازال يتقدم بالتمثيل بالمسلسلات الخليجية، وتم الانتهاء من ثلاث أعمال لرمضان 2012 وهما مسلسل جدران تبكي في الظلام ومسلسل سكن الطالبات ومسلسل مجموعة إنسان بدأ مجاله الفني في عام 2004 ومازال مستمر فيه.

## أعماله
- بسمة منال
- اول الصبح
- سكن الطالبات
- مجموعة إنسان
- جدران تبكي في الظلام
- بوكريم برقبته سبع حريم
- جفنات العنب
- فرصة ثانية
- ABC 123
- آخر صفقة حب
- شر النفوس 2
- حراير
- الخراز
- دنيا القوي

## وصلات خارجية
- ناصر الكندري على موقع قاعدة بيانات الأفلام العربية